# Maikop
Maikop (adigué: Мыекъуапэ, Miekuape; rus: Майко́п) és una ciutat de Rússia, capital de la República d'Adiguèsia, situada al marge dret del riu Bélaia (un afluent del riu Kuban), a 1.600 km al sud de Moscou. El nom de la ciutat prové de l'adigué Мыекъуапэ. Des de 1991, Maikop és la capital de la República d'Adiguèsia en la Federació Russa.
Fou fundada el 1857 com a fortalesa russa a les terres dels circassians. Fou una posició estratègica important durant la Guerra del Caucas de 1858-1863. Rebé l'estatut de ciutat el 1870. S'hi van trobar restes d'un enterrament reial de l'edat de bronze de l'anomenada Cultura de Maikop el 1897. El 1911 s'hi van trobar als voltants de la ciutat dipòsits de petroli. Des del 1936, Maikop fou el centre administratiu del Districte Autònom Adigué de la Unió Soviètica. Maikop fou ocupada pel Tercer Reich des d'octubre de 1942 a gener de 1943, quan fou alliberada pel Front Transcaucasià de l'Exèrcit Roig.
Maikop té la seu de la Universitat Estatal Adigué i l'Institut Tecnològic Estatal de Maikop. Hi ha nombrosos centres dedicats a l'educació professional.